# Incorruptible
Incorruptible är det amerikanska heavy metal/power metal-bandet Iced Earths tolfte studioalbum. Albumet utgavs 16 juni 2017 av skivbolaget Century Media.

## Låtlista
1. "Great Heathen Army" (Stu Block/Jon Schaffer) – 5:19
2. "Black Flag" (Schaffer/Luke Appleton) – 4:56
3. "Raven Wing" (Schaffer) – 6:25
4. "The Veil" (Schaffer) – 4:47
5. "Seven Headed Whore" (Schaffer) – 3:00
6. "The Relic (Part 1)" (Block/Schaffer) – 4:59
7. "Ghost Dance (Awaken the Ancestors)" (instrumental) (Schaffer) – 6:55
8. "Brothers" (Schaffer/Block) – 4:54
9. "Peacemaker" (Schaffer/Block) – 4:08
10. "Defiance" (Block/Appleton/Schaffer) – 3:30
11. "Clear the Way (December 13th, 1862)" (Schaffer) – 9:30

## Medverkande
Musiker (Iced Earth-medlemmar)
- Jon Schaffer – sång, gitarr, keyboard
- Stu Block – sång
- Luke Appleton – basgitarr, sång
- Jake Dreyer – sologitarr
- Brent Smedley – trummor, percussion

Bidragande musiker
- Sam King, Jeffery Day, Tobias J. Smith – bakgrundssång
- CJ Williamson, Hunter Phares, Heyden LaBelle – kör

Produktion
- Jon Schaffer – producent, ljudtekniker, omslagsdesign, omslagskonst
- Zeuss (Christopher Harris) – ljudtekniker, ljudmix, mastering
- Jim Morris – ljudtekniker
- Carsten Drescher – omslagsdesign
- David Newman-Stump – omslagsdesign, omslagskonst
- Roy Young – omslagsdesign, omslagskonst